# Ercole Ferrata

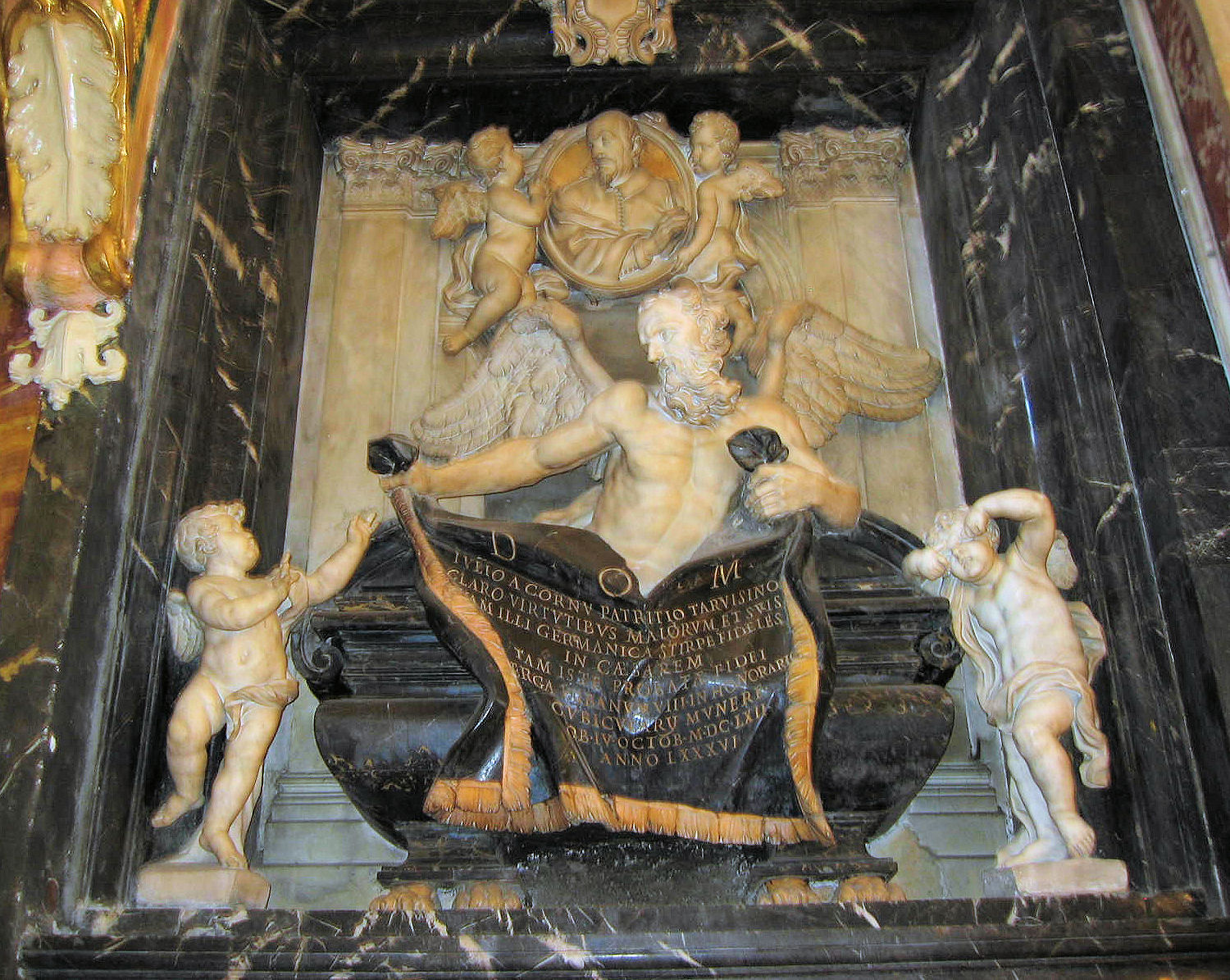
Monumento funebre a Giulio Del Corno, Chiesa di Gesù e Maria, Roma.

Ercole Ferrata (Pellio Intelvi, 1610 – Roma, 10 luglio 1686) è stato uno scultore italiano, tra i massimi esponenti del barocco romano.

## Biografia
Nato a Pellio Intelvi nel 1610 si trasferì da giovane a Genova dove divenne allievo e collaboratore di Tommaso Orsolino con cui lavorò a un ciclo di sculture per il Duomo di Pavia.
Tra il 1637 e 1645 si trasferì a Napoli dove collaborò con Cosimo Fanzago e con Giuliano Finelli entrando così per la prima volta in contatto con lo stile berniniano dello scultore carrarese.
Nel 1647 si trasferì definitivamente a Roma dove seguì gli insegnamenti di Alessandro Algardi, insieme al condiscepolo Domenico Guidi collaborò col maestro alla realizzazione della Visione di san Nicola da Tolentino, per la chiesa di San Nicola da Tolentino agli Orti Sallustiani di Roma. Dal 1648 ebbe come allievo Tommaso Amantini, promettente scultore-stuccatore.
Ferrata si distaccò progressivamente dal classicismo dell'Algardi e di François Duquesnoy per avvicinarsi allo stile più espressivo di Gian Lorenzo Bernini di cui divenne uno dei più importanti collaboratori.
Proprio l'esperienza nei cantieri berniniani raffinò il suo stile e mise le ali alla sua carriera. 
Attorno al 1660 realizzò, per la chiesa di Sant'Agnese in Agone, una Sant'Agnese sul rogo, inquadrata nella prospettiva marmorea di Costanzo de Peris, e un Martirio di santa Emerenziana: sotto la guida del Bernini, realizzò l'Angelo con la Croce per il Ponte Sant'Angelo e collaborò alla realizzazione dell'elefante dell'obelisco di fronte alla chiesa di Santa Maria sopra Minerva.
Nella chiesa di San Giovanni dei Fiorentini realizzò per il monumento funebre del cardinale Lelio Falconieri la rappresentazione della Fede. Fu anche attivo a Napoli con Cosimo Fanzago e Giuliano Finelli; realizzò la statua di Santa Caterina da Siena per la cappella Chigi nel Duomo di Siena e, insieme a Francesco Aprile, la statua di Sant'Anastasia per l'omonima chiesa di Roma, ispirata alla Beata Ludovica Albertoni del Bernini.

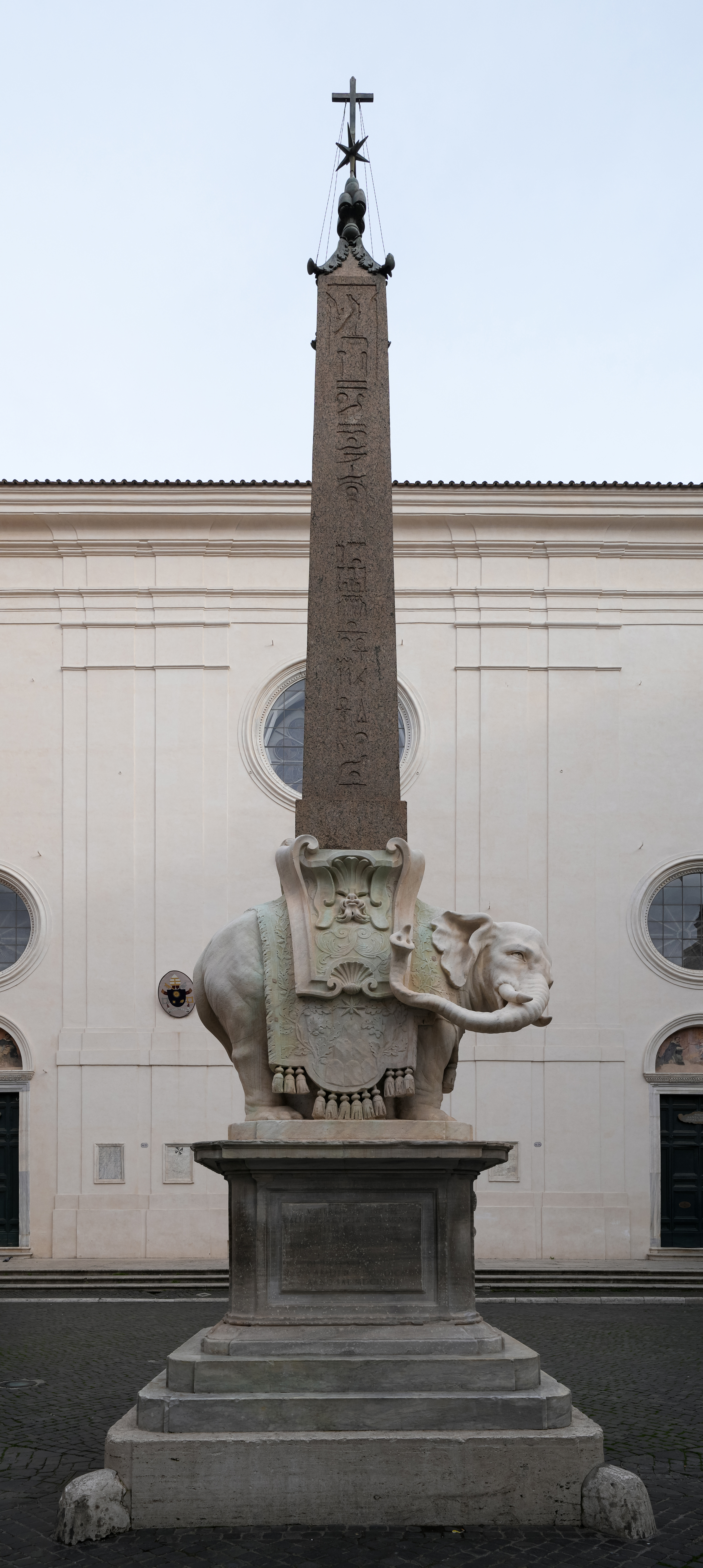
L'obelisco dell'elefante in piazza della Minerva.

Dopo aver ereditato molti dei bozzetti e modelli di studio dell'Algardi, aprì una propria bottega (attiva dal 1659 fino alla sua morte del 1686) in cui si formarono alcuni dei più noti scultori della seconda metà del secolo tra cui Melchiorre Cafà e Giovanni Battista Foggini.
Nel 1673 il granduca di Toscana Cosimo III lo pose a capo dell'accademia di Palazzo Madama a Roma (insieme allo scultore Ciro Ferri). Fu anche restauratore di opere antiche: operò sul torso rinvenuto durante i lavori per la chiesa di Santa Maria in Vallicella e, secondo alcune fonti, realizzò il braccio della Venere de' Medici.

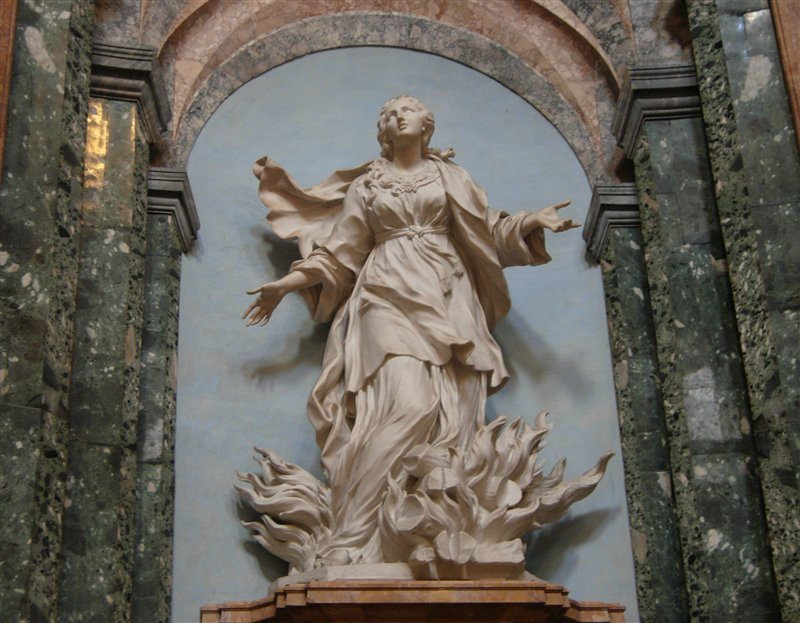
Ercole Ferrata, Sant'Agnese, presso Sant'Agnese in Agone a Roma.

Nel 1674 su commissione di Don Vincenzo Greco, presbitero beneficiale nella Basilica di Santa Maria Maggiore a Roma, realizzò il Santissimo Salvatore, opera che, malgrado 
gli accenti di berninismo, si ispira al Santissimo Salvatore di Alessandro Algardi esposto al St John’s Museum di La Valletta (Malta) . La scultura, realizzata a Roma, è stata donata dal Greco alla Chiesa del SS. Salvatore presente nella sua città di origine, San Mauro Castelverde.
Ferrata lavorò su importanti committenze fino agli ultimi anni di vita, e proprio nel 1686 era ancora all'opera sulla statua di Papa Clemente X destinata alla Basilica di San Pietro.
Durante la sua vita Ercole Ferrata non perse mai il legame con la propria terra d'origine, e proprio nel dicembre 1685 è documentato l'ultimo viaggio a Pellio, dopo cui rientrò a Roma nei primi giorni del 1686.
Dopo la morte le opere più preziose della raccolta privata di Ferrata furono donate alle Accademie di Roma e di Milano, per la volontà precisa di garantire la pubblica fruizione di questi capolavori.

## Influenza sulla cultura pop
La Sant'Agnese sul rogo scolpita dal Ferrata per la chiesa di Sant'Agnese in Agone è servita da ispirazione per la cosiddetta Madonna con la pistola, il famoso stencil realizzato dallo street artist inglese Banksy in piazza dei Gerolamini a Napoli.